# Sven Sebelius
Sven Johan Sebelius, född 4 april 1874 i Tvååkers socken, Hallands län, död den 16 maj 1951 i Omaha, Douglas County, Nebraska, var en svenskamerikansk präst och teolog.
Sven Sebelius var son till hemmansägaren Sibelius Andersson. Han kom till Förenta staterna 1879 och blev amerikansk medborgare 1892. Efter att ha genomgått public school i Grassflat, Pennsylvania, studerade han fyra år vid Augustana Academy i Rock Island, varpå han efter ytterligare fyra års studier 1901 blev Bachelor of Arts vid Augustana College där. 1904 blev han Bachelor of Divinity vid Augustana Theological Seminary. Han studerade sedan vid olika universitet i USA samt även i Leipzig och Lund och blev 1926 Doctor of Divinity vid Gustavus Adolphus College. Efter att ha tjänstgjort som präst 1904–1908 var Sebelius 1909–1920 kristendomslärare vid Augustana College och 1920–1946 professor i homiletik vid Augustana Theological Seminary (1935–1944 var han dekanus). 1946–1947 var han lasarettspräst vid Lutheran Hospital i Moline. Sebelius var 1923 delegerad till den första lutherska världskonferensen i Eisenach och var medlem av flera kristliga sammanslutningar. Han blev teologie hedersdoktor vid Gustavus Adolphus College 1926. Han utgav bland annat Outlines of Church History for Luther Leagues (1914) samt publicerade artiklar i kyrkliga tidskrifter.